# فريدي فيليبس
فريدي فيليبس (بالإنجليزية: Freddie Phillips)‏ هو عازف الغيتار الكلاسيكي وملحن بريطاني، ولد في القرن العشرين في المملكة المتحدة، وتوفي في 4 أكتوبر 2003.

## وصلات خارجية
- فريدي فيليبس على موقع IMDb (الإنجليزية)
- فريدي فيليبس على موقع ميوزك برينز (الإنجليزية)
- فريدي فيليبس على موقع أول موفي (الإنجليزية)
- فريدي فيليبس على موقع قاعدة بيانات الأفلام السويدية (السويدية)
- فريدي فيليبس على موقع ديسكوغز (الإنجليزية)
- فريدي فيليبس على موقع قاعدة بيانات الفيلم (الإنجليزية)